# Ball Aerospace & Technologies
Ball Aerospace ist ein US-amerikanischer Hersteller von Satelliten für zivile, kommerzielle und militärische Anwendungen sowie Instrumenten für die nationale Verteidigung. Das Unternehmen ist eine hundertprozentige Tochtergesellschaft der Ball Corporation mit Hauptsitz in Boulder (Colorado) und größeren Niederlassungen in Broomfield und Westminster (Colorado) sowie kleineren Standorten in New Mexico, Ohio, Georgia und Virginia.

## Geschichte
Die Ball Aerospace begann 1956 mit dem Bau von Kontrollsystemen für militärische Raketen und erhielt später einen Vertrag zum Bau einer der ersten NASA-Sonden, dem Orbiting Solar Observatory. Im Laufe der Jahre war das Unternehmen verantwortlich für zahlreiche Technologie- und Wissenschaftsprojekte und lieferte weiterhin Luft- und Raumfahrttechnik an die NASA. Darunter waren Schmiermittel, optische Systeme, Sternsensoren und Antennen.
Im August 2023 vereinbarte BAE Systems die Übernahme von Ball Aerospace für rund 5,5 Mrd. Dollar. Das Geschäft bedarf noch behördlicher Genehmigung.

## Projekte
Zu den aktuellen Projekten, an denen die Firma beteiligt ist gehören der Satellit Orbital Express, das Kepler-Weltraumteleskop, das Wide-Field Infrared Survey Explorer-Programm (WISE), der Satellit WorldView-2 und das James Webb Space Telescope (JWST).
Ball Aerospace ist an der Weltraummission der Weltraumsonde New Horizons beteiligt. So lieferte das Kamerasystem Ralph am 13. Juli 2015 die ersten Nahaufnahmen des Zwergplaneten Pluto.
In der Vergangenheit wurden Komponenten für QuickBird, WorldView-1, das Spitzer Space Telescope, das Hubble Space Telescope, AEROS, CALIPSO, CloudSat, Deep Impact, den Mars Reconnaissance Orbiter und das Flugzeug Joint Strike Fighter (JSF) geliefert.